# Adobe PageMaker
PageMaker è stato il primo software per il desktop publishing, messo in commercio dalla Aldus Corporation nel 1985 per l'Apple Macintosh e l'anno successivo per MS-DOS e sviluppato dal 1994 da Adobe. Era basato sul linguaggio per la descrizione delle pagine PostScript.

## Storia
PageMaker divenne una pietra miliare nel mondo dei personal computer. All'inizio del 1988 ne esistevano versioni in 12 lingue, incluso il giapponese, commercializzate in 25 paesi e installate in oltre 100 000 copie.
La prima versione uscì solo per Macintosh, mentre la prima versione per MS-DOS corrispondeva come funzionalità alla versione 2 per Macintosh. A partire da PageMaker 3 la numerazione venne allineata tra le due piattaforme, per cui non esiste una versione 2 per MS-DOS.
Leader del mercato del DTP nei primi anni, si vide successivamente surclassato da QuarkXPress, che poteva offrire all'utente una produttività generalmente ritenuta superiore. Una roccaforte di PageMaker rimase in ogni caso il settore librario, a causa delle sue mai raggiunte capacità nella gestione di testi lunghi.
Nel 1994 Aldus fu acquisita da Adobe, che ne continuò lo sviluppo. L'ultima versione è la 7.0.2, uscita il 30 marzo 2004, anche se per entrambi i sistemi supportati nel frattempo sono usciti degli aggiornamenti.
Molti elementi dell'interfaccia grafica introdotti nel programma sono stati adottati dagli altri programmi della Adobe Creative Suite.
Adobe ha in seguito riposizionato PageMaker come programma per i privati e le piccole imprese, mentre l'alternativa InDesign era rivolta ai professionisti. Il programma era particolarmente adatto a pubblicazioni dal design semplice.
La linea PageMaker è stata abbandonata del tutto con la cessazione del supporto tecnico di base nel 2011.